# Курт Ґроут
Курт Ґроут (англ. Kurt Grote, 3 серпня 1973) — американський плавець.
Олімпійський чемпіон 1996 року.
Чемпіон світу з водних видів спорту 1998 року.
Переможець Пантихоокеанського чемпіонату з плавання 1997 року, призер 1995 року.